# ترمس أصفر

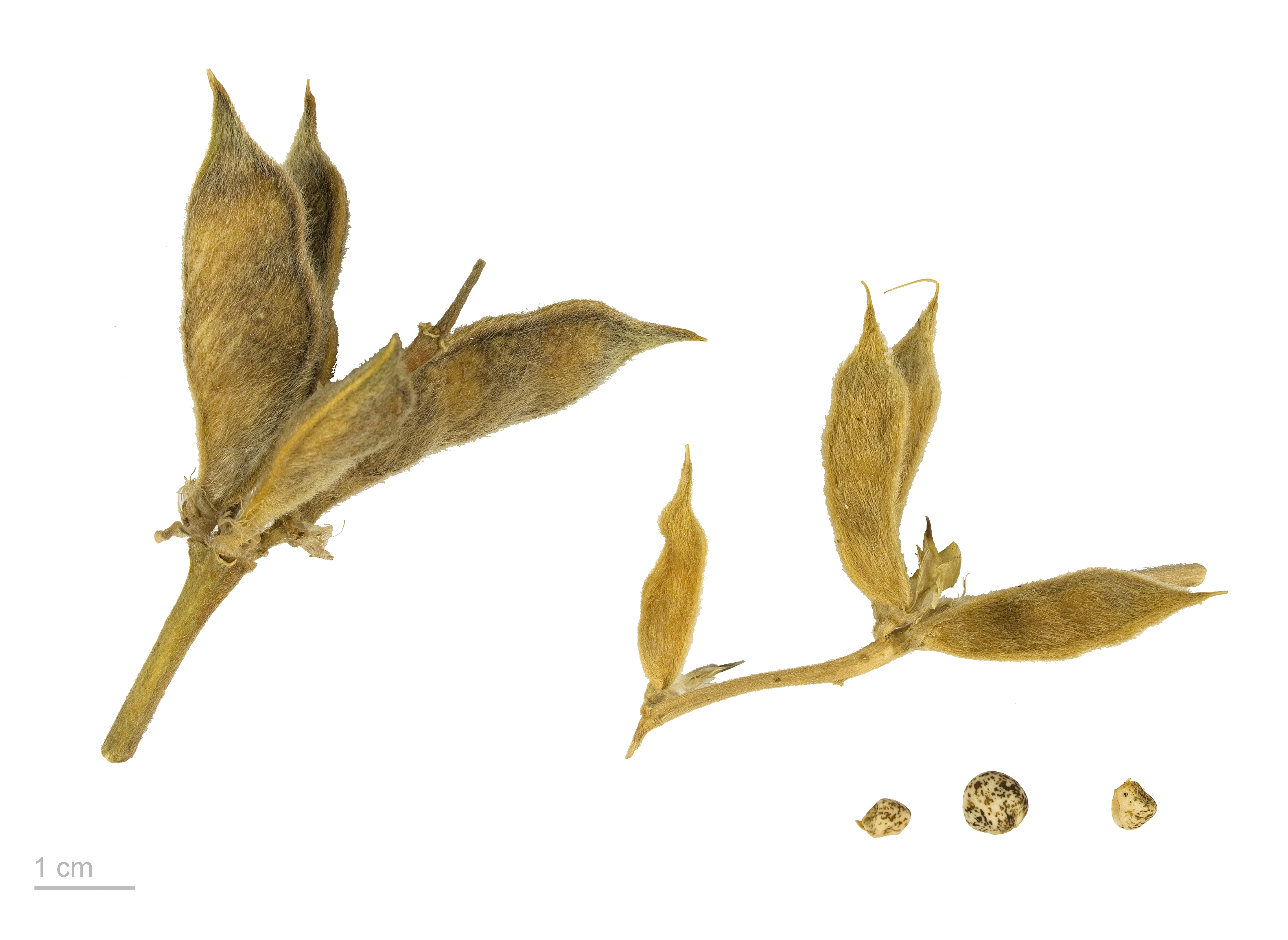
ترمس أبيض

الترمس الأصفر (باللاتينية: Lupinus luteus) نوع نباتي يتبع جنس الترمس من الفصيلة البقولية المعروفة بقدرتها على تثبيت النيتروجين الجوي من خلال بكتيريا المستجذرة.
كان يستعمل كغذاء، ولكنه استعماله الرئيسي اليوم هو كمأكول تسلية (نقرشة).

## الموئل والانتشار
موطنه الأصلي إسبانيا والبرتغال، لكنه انتشر في معظم مناطق أوروبا والمشرق العربي.

## الوصف النباتي
نبات معمر ذو أزهار صفراء وبذور صفراء.